# Paços de Borvém

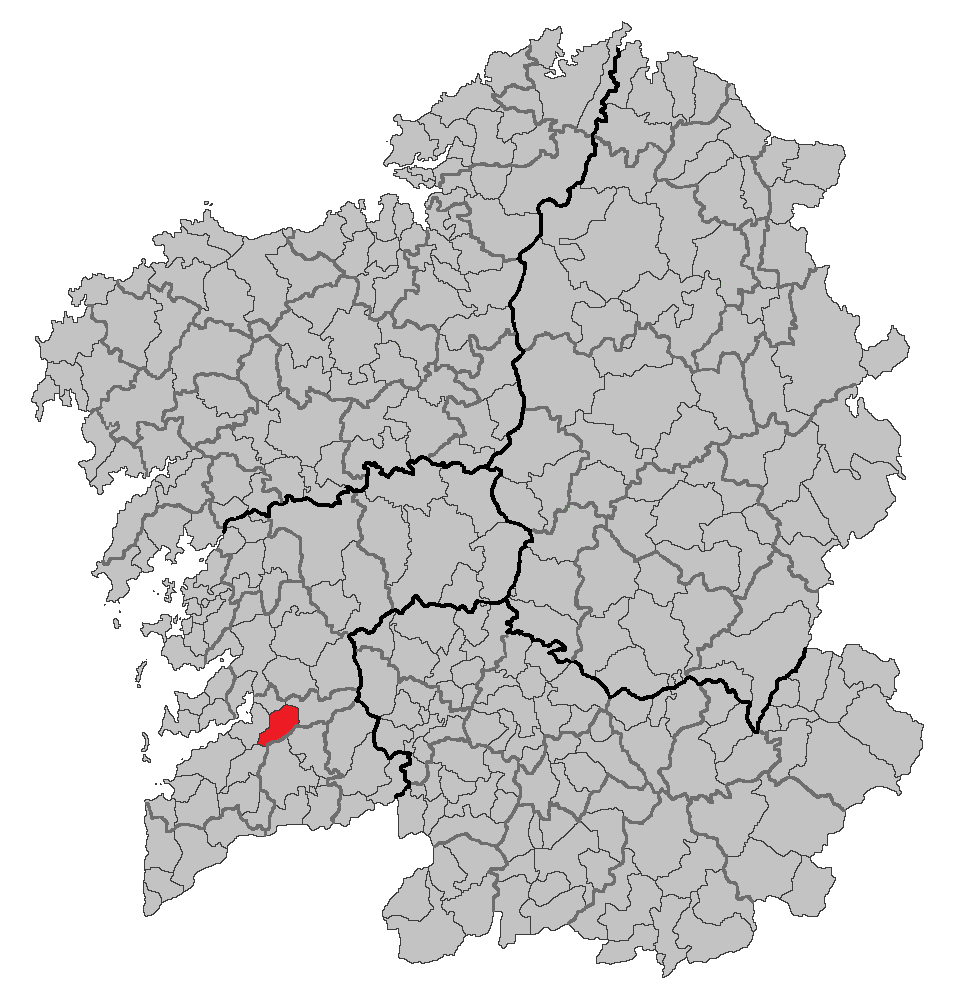
Localização de Pazos de Borbén

Paços de Borvém (Pazos de Borbén) é um município da Espanha na província de Pontevedra, comunidade autónoma da Galiza, de área 50 km² com população de 3034 habitantes (2004) e densidade populacional de 62,64 hab/km².

## Demografia
| Variação demográfica do município entre 1991 e 2004 | Variação demográfica do município entre 1991 e 2004 | Variação demográfica do município entre 1991 e 2004 | Variação demográfica do município entre 1991 e 2004 |
| --------------------------------------------------- | --------------------------------------------------- | --------------------------------------------------- | --------------------------------------------------- |
| 1991                                                | 1996                                                | 2001                                                | 2004                                                |
| 3500                                                | 3285                                                | 3052                                                | 3161                                                |